# Brunhilde Müller
Brunhilde Müller (* 29. März 1942 in Quierschied als Brunhilde Großmann) ist eine deutsche Politikerin (FDP/DPS). 
Nach der Grundschule in Sulzbach/Saar besuchte sie die Saarbrücker Mädchenrealschule und absolvierte von 1957 bis 1959 eine Ausbildung zur Apothekenhelferin. Ihre anschließende Berufsausübung wurde von 1965 bis 1974 durch die Erziehung ihrer beiden Töchter unterbrochen. Im Jahr 1978 unternahm sie eine weitere Berufsausbildung zur Bürokauffrau.
Der FDP gehört Müller seit 1974 an. Ab 1986 war  stellvertretende Landesvorsitzende sowie Ortsvorsitzende der FDP Sulzbach. Im Jahr 1990 wurde sie in den Landtag des Saarlandes gewählt. Dort hatte sie ab 1992 den Vorsitz ihrer Fraktion inne, den sie von Norbert Wagner übernommen hatte. 1994 schied sie aus dem Parlament aus, nachdem die FDP bei der Landtagswahl an Fünf-Prozent-Hürde gescheitert war. Von 1979 bis 1999 war Müller außerdem Mitglied im Stadtrat von Sulzbach, dem sie seit 2021 wieder angehört. Darüber hinaus war sie von 2012 bis 2014 Beigeordnete der Stadt Sulzbach.
Ehrenamtlich betätigte sich Müller in verschiedenen Bereichen der Elternvertretung, außerdem engagiert sie sich im Sozialverband VdK. 2017 wurde ihr das Bundesverdienstkreuz verliehen.